# Црква Светог пророка Илије у Миријеву
Црква Светог пророка Илије је Српска православна црква која се налази у насељу Миријево у градској општини Звездара и припада београдско-карловачкој архиепископији..

## Изградња и историја цркве
Црква Светог пророка Илије подигнута је 1834. године на месту на којем се раније налазила мања црква, која је била саграђена од слабог материјала.
Порта старе цркве је била подељена на два дела,тако да је један део служио за похађање школске наставе. 
Нова црква Светог Илије саграђена је од квалитетног материјала, који је узет из разрушеног Манастира Сланци по одобрењу Кнеза Милоша.
У цркви су сачувани протоколи из 1834. године,као и писмо Кнезу Милошу у коме се дају извештаје у вези градње цркве и моли за помоћ.
Црква је саграђена настојањима и прилозима села Миријева,као и прилозима из Малог Мокрог Луга и Великог Мокрог Луга.
Обновљена је 1873. године и тада добија свој садашњи изглед.У том обнављању,дограђена јој је и данашња припата са звоником. То је једина грађевина сасведена полуоличастим соводом,са тространом апсидом споља и изнутра,са припатом и две бочне певнице које имају правоугаону основу.
Иконостас је рађен у периоду од 1918 до 1919. године,по пројекту свештеника Јована Димића. Одрађен је духу неокласицизма са карактеристичном обрадом сокла,стубова,пиластера,тимпана и архитравно венца. На иконостасу се налази 14 икона,а насликане су вероватно крајем 19. века.
У цркви постоје две иконе Благовести,које су насликане пре него што је изграђен иконостас. Оригинални изглед икона је нарушен,јер су времено досликаване и премазиване.
Зидне композије је насликао Велимир Маретић,1948. године,а исте године је почела акција сакупљања добровољних прилога за обнову живописа који је временом дотрајао.
Нови живопис је израдио свештеник,сликар и рестауратор - Добрица Костић. Икона која се налази изнад улазних врата цркве израдио је Ђуро Радловић.
Црква је 2014. године обележила 180. година постојања.